# Eilema comoreana
Eilema comoreana là một loài bướm đêm thuộc phân họ Arctiinae, họ Erebidae.